# 華廣生技
華廣生技股份有限公司（英語：Bionime Corp.），為一家臺灣的生技公司，主要開發自我血糖監測系統，也是全球自我血糖監測儀市場中，包含亞培、羅氏等的主要企業之一。總公司位於台灣台中大慶，海外子公司分別位於瑞士、中國大陸、美國。是國內血糖設備廠商中，自有品牌業績貢獻度最高的公司，品牌名稱為Rightest瑞特，銷售區域雖以歐洲為主，但因結盟通化東寶，由通化東寶擔綱華廣產品在中國大陸的總經銷商。

## 產品規範
ISO 15197:2013
血糖測試值95%以上的結果符合：
- 中高血糖濃度（≥100mg/dl）時落於±15%的誤差內
- 低血糖濃度（100mg/dl）時落於±15mg/dl的誤差內

## 企業發展歷史

### 2017年
7月，發表瑞特血糖守護寶Rightest CARE App血糖管理應用程式，企業首支瑞特藍牙血糖監測系統GM700SB。
2月，瑞特定點照護連線型血糖監測系統GM700 Pro榮獲台灣精品獎。
2016年，完成巴西國家衛生監督局核發之ANVISA品質系統認證。通過新增尿酸檢測儀、膽固醇檢測儀共9項之GMP醫療器材優良製造認證。
2015年，引進策略性投資人通化東寶。於中國大陸成立平潭子公司。
2014年，瑞特整合型血糖監測系統GM720榮獲國家發明創作獎銀牌、台灣精品獎。
2013年，大慶新廠大樓建置完成並通過台灣GMP認證。瑞特整合型血糖監測系統GM720榮獲經濟部產業創新成果表揚。瑞特採血筆GD500榮獲國家發明創作獎銀牌。
2012年，推出GE品牌血糖儀GE100於北美上市。
2011年，通過OHSAS職業安全衛生管理系統驗證。美國奇異GE集團選擇華廣生技簽訂品牌授權合約。
2010年，成立澳洲子公司-Bionime Australia Pty Ltd.。經濟部工業局核准通過得以科技事業申請上市（股票代碼：4737）。
2009年，第二代GOD瑞特血糖監測系統GM550正式上市。通過KGMP品質系統認證。登錄興櫃市場，公司代號 : 4737。
2008年，與瑞商糖尿病注射系统之領導品牌-Ypsomed 策略聯盟。成立美國子公司。瑞特採血筆GD500正式上市。
2007年，通過ISO13845品質系統認證、CMDCAS審核及TNO產品系統認證。瑞特血糖監測系統GM100正式上市。
2006年，於中國大陸成立深圳子公司。
2005年，瑞特血糖監測系統GM300系列正式上市。通過臺灣GMP品質系統認證。於瑞士成立子公司。
2004年，登記註冊成立公司，產品取得CE認證並通過ISO13485品質系統認證。
2003年，源起於台中大里，研發出第一代血糖監測系統。

## 學術期刊發表
1. Evaluation of Blood Glucose Monitoring System in Screening for Neonatal Hypoglycemia: Tighter Accuracy Standard.[18]
2. Testing Quality of a Self-Monitoring Blood Glucose Sensor with an Auto-Coding Mechanism when Used by Patients Versus Technicians.[19]
3. Evaluation of accuracy of FAD-GDH- and mutant Q-GDH-based blood glucose monitors in multi-patient populations.[20]
4. Evaluation of 12 Blood Glucose Monitoring Systems for Self-Testing: System Accuracy and Measurement Reproducibility.[21]

## 外部連結
1. 華廣生技官方網站 （页面存档备份，存于）
2. 華廣生技美國子公司官方網站 （页面存档备份，存于）
3. Youtube上的瑞特 Rightest頻道 （页面存档备份，存于）